# Самбірський музично-драматичний театр
Самбірський музично-драматичний театр діяв у місті Самборі з 1945 до 1948 року і був одним з трьох професійних театрів у повоєнній Дрогобицькій області.

## Історія
Приєднаний з 1 травня 1948 р. до Стрийського музично-драматичного театру, який у зв'язку з цим був  перейменований в Обласний пересувний муздрамтеатр. Розташовувався в приміщенні теперішнього Самбірського міського народного дому.
Для ідеологічної обробки місцевого населення та залучення ширшої аудиторії практикувалися безкоштовні спектаклі. Зокрема, Самбірський муздрамтеатр у 1948 році (до часу об'єднання) організував для глядачів дві такі вистави,  в той час як  Дрогобицький обласний драмтеатр у цьому ж році організував для глядачів 19 безкоштовних вистав, а Стрийський музично-драмамтичний театр – 10. 

## Відомі особистості
Художником в Самбірському музично-драматичному театрі працював Микола Васильович Прокопенко ─ український художник та педагог, засновник студії образотворчого мистецтва у Самборі. 

## Статистика
Про масовість відвідування населенням Дрогобиччини театрів, свідчать такі дані: у 1947 р. у Дрогобицькому драмтеатрі побували 95 258 глядачів, у Стрийському муздрамтеатрі – 40 982 і Самбірському – 28 544 осіб.